# Walter Koschatzky
Walter Helmut Koschatzky (* 17. August 1921 in Graz; † 9. Mai 2003 in Wien) war ein österreichischer Kunsthistoriker und Museumsdirektor.

## Leben
Walter Koschatzky wurde am 17. August 1921 als Sohn des damaligen Bezirkshauptmanns Hofrat Edmund Koschatzky (* 27. September 1883; † 1961) und dessen erster Ehefrau Leonie (geborene von Chavanne; * 18. März 1890; † 1973) in Graz geboren und am 27. August 1921 auf den Namen Walter Helmut getauft. Seine Eltern hatten am 4. Juni 1913 geheiratet. Sein Großvater mütterlicherseits war Rudolf von Chavanne (1850–1936), k. u. k. General der Infanterie und zuletzt Korpskommandant des XIII. Armee-Korps und Kommandierender General in Agram. Der Vater heiratete in zweiter Ehe eine Hilda, mit der er bis zu seinem Ableben verheiratet blieb.
Walter Koschatzky hatte nach Besuch des Realgymnasiums Bundeserziehungsanstalt Liebenau und ab 1936 der Militärmittelschule Liebenau 1940 bis 1945 in der Wehrmacht Kriegsdienst zu leisten.
Ab 1945 studierte er an der Universität Graz Kunstgeschichte, Klassische Archäologie, Geschichte und Philosophie und wurde 1952 promoviert. Sein Studium hatte er mit einem Jazzensemble und Arbeit für die von der britischen Besatzungsmacht betriebene Sendergruppe Alpenland und das Steiermärkische Landestheater finanziert.
1953 wurde er als Mitarbeiter des Amtes der Steiermärkischen Landesregierung (Landesbildstelle, Kunsttopografie) aufgenommen, arbeitete von 1955 an in der Neuen Galerie am Landesmuseum Joanneum in Graz und fungierte dort 1956 bis 1961 als Direktor. Mit beachteten Kunstausstellungen, Kunstdiskussionen, Vortragsreihen im Radio, Kunstspaziergängen in Graz, Kunstreisen und Tätigkeiten in der Volksbildung machte er als eloquenter Experte die Kunst zum Thema. 1961 schlug ihn Albertina-Direktor Otto Benesch als seinen Nachfolger vor.
Vom 1. Januar 1962 bis zum 1. Oktober 1986 war er Direktor der Graphischen Sammlung Albertina in Wien. In seiner Amtszeit fanden mehr als 200 Ausstellungen statt; Koschatzky zählte zu den bekanntesten Museumsdirektoren Wiens. Die Liste der Ausstellungen seiner Direktion begann 1962 mit einer Ausstellung zum 100. Geburtstag von Gustav Klimt. Koschatzky betreute weitere etwa 100 Ausstellungen außerhalb der Albertina, meist im Ausland. So stellte er 1972 Meisterzeichnungen der Albertina in Moskau und Leningrad aus, 1985 in Washington DC und New York; 1986 präsentierte er europäische Zeichenkunst in Peking. Auch nach seiner Pensionierung kuratierte er immer wieder Ausstellungen. Dazu kamen diverse Fernsehsendungen über Künstler.
Er lehrte 1973 bis 1989 an den Universitäten Wien und Salzburg.

## Privatleben
Koschatzky war seit 23. März 1948 mit Trude Caroline Bauer verheiratet, die am 12. Juli 1994 starb. Am 15. Juli 1996 heiratete er Gabriela Elias. Walter Koschatzky wurde in Wien auf dem Hietzinger Friedhof in einem ehrenhalber gewidmeten Grab (Gruppe 66, Reihe 11, Nummer 13) bestattet.

## Veröffentlichungen (Auswahl)
Koschatzky publizierte zahlreiche Schriften zur Geschichte der Handzeichnungen und der druckgraphischen Techniken, unter anderen:
- mit Alice Strobl: Die Albertina in Wien. Residenz-Verlag, Salzburg 1969.
- Albrecht Dürer – die Landschaftsaquarelle. Örtlichkeit, Datierung, Stilkritik. Verlag Jugend und Volk, Wien 1971.
- Die Kunst der Graphik. Technik, Geschichte, Meisterwerke. Residenz-Verlag, Salzburg 1972, ISBN 3-7017-0039-0
  - Taschenbuchausgabe Die Kunst der Graphik. Technik, Geschichte, Meisterwerke (= dtv Taschenbuch Band 1120). Deutscher Taschenbuch Verlag, München 1975, ISBN 3-423-02868-8; 13. Auflag 2003, ISBN 978-3-423-30742-0.
- Rudolf von Alt 1812–1905 (= Veröffentlichungen der Albertina 11). Residenz-Verlag, Salzburg 1975, ISBN 3-7017-0138-5.
  - Zweite, wesentlich erweiterte Auflage: Rudolf von Alt. Mit einer Sammlung von Werken der Malerfamilie Alt der Raiffeisen Zentralbank Österreich AG. Zusammengestellt und kommentiert von Walter Koschatzky und Gabriela Koschatzky-Elias. Böhlau, Wien u. a. 2001, ISBN 3-205-99397-7.
- Die Kunst der Zeichnung. Technik, Geschichte, Meisterwerke. Residenz-Verlag, Salzburg 1977, ISBN 3-7017-0172-5
- (Hrsg.): Maria Theresia und ihre Zeit. Zur 200. Wiederkehr des Todestages. Katalog zur Ausstellung vom 13. Mai bis 26. Oktober 1980, Wien, Schloß Schönbrunn. Im Auftrag der Österreichischen Bundesregierung veranstaltet vom Bundesministerium für Wissenschaft und Forschung. Gistel-Verlag, Wien 1980.
- mit Kristian Sotriffer: Mit Nadel und Säure. Fünfhundert Jahre Kunst der Radierung. Edition Tusch, Wien 1982.
- Die Kunst der Photographie. Technik, Geschichte, Meisterwerke. Residenz-Verlag, Salzburg 1984, ISBN 3-7017-0386-8.
- Die Kunst vom Stein. Künstlerlithographien von ihren Anfängen bis zur Gegenwart. Herold, Wien 1985, ISBN 3-7008-0297-8
- Kunstdruck – Druckkunst. Von der Lithographie zum Digitaldruck. Verlag der Apfel, Wien 2001, ISBN 3-85450-191-9.
- Faszination Kunst. Erinnerungen eines Kunsthistorikers. Böhlau, Wien u. a. 2001, ISBN 3-205-99396-9 (Autobiographie).

## Auszeichnungen
- Österreichisches Ehrenkreuz für Wissenschaft und Kunst I. Klasse (1977)
- Großes Ehrenzeichen für Verdienste um die Republik Österreich (1983)
- Kommandeur des Königlich Norwegischen Sankt-Olav-Ordens (1967)
- Commander of the Order of the British Empire (C.B.E.) (1969)
- Commandeur de la Couronne des Königreichs Belgien (1971)
- Großes Verdienstkreuz der Bundesrepublik Deutschland (1979)
- Kommandeur des Königlich Schwedischen Nordstern-Ordens Erster Klasse (1980)
- Ehrenmedaille der Bundeshauptstadt Wien in Gold (1981)
- Großes Goldenes Ehrenzeichen des Landes Steiermark (1981)
- Ehrenring des Landes Steiermark (1996)
- Ehrenring der Stadt Graz (2002)